# Cole Sprouse
Cole Mitchell Sprouse (Arezzo, 1992. augusztus 4. –) amerikai színész.
Legismertebb alakítása Cody Martin a 2005 és 2008 között futott Zack és Cody élete és a 2008 és 2011 között futott Zack és Cody a fedélzeten című sorozatokban. A Riverdale című sorozatban is szerepel.

## Fiatalkora
Cole Mitchell Sprouse 1992. augusztus 4-én született Toszkánában, Olaszországban. Egy amerikai színésztestvérpár tagja, testvére Dylan Thomas Sprouse, aki 15 perccel idősebb nála. A nevét Nat King Cole után kapta. 4 hónaposak voltak, mikor szüleik úgy döntöttek, hogy visszaköltöznek Amerikába, Long Beachre.

## Pályafutása
8 hónaposan kezdett el a testvérével színészkedni. Első szerepe a Grace Under Fire című sorozatban volt. Első filmszerepük az Apafej című filmben volt. 2001-ben szerepelt a Jóbarátok című sorozatban. Ikertestvérével a Disney Channelen 2008-ban váltak ismertté a Zack és Cody a fedélzeten című sorozatban.
2017 januártól  a Riverdale című tinidráma sorozat egyik főszerepét játssza Jughead Jonest ami óriási hírnévnek hozott számára ezzel megelőzve testvére hírnevét is.
2019-ben megkapta Will Newmann szerepét a Két lépés távolság című filmben, 2020-ban pedig a Borrasca című sorozatban szerepelt.
2022-ben a Christopher Winterbauer rendezte Felszállás – Veled a Marsra című romantikus vígjátékban megkapta Walt szerepét.

## Magánélete
Képregény rajongó. 2011-ben kezdett el járni a New York Egyetemre.
2020. május 31-én letartóztatták, miután csatlakozott a Los Angeles-i tüntetésekhez a faji igazságszolgáltatás és a George Floyd halála miatt.

## Filmográfia

### Film
| Év   | Magyar cím                        | Eredeti cím                                       | Szerep                       | Magyar hang                  |
| ---- | --------------------------------- | ------------------------------------------------- | ---------------------------- | ---------------------------- |
| 1999 | Apafej                            | Big Daddy                                         | Julian McGrath               | Baradlay Viktor              |
| 1999 | Az asztronauta                    | The Astronaut's Wife                              | iker                         |                              |
| 2001 | Egy szexőrült naplója             | Diary of a sex addict                             | Sammy Jr.                    |                              |
| 2002 | 8 őrült éjszaka                   | Eight Crazy Nights                                | gyerek                       |                              |
| 2002 | Az álcázás mestere                | The Master of Disguise                            | Pistachio Disguisey fiatalon |                              |
| 2002 | Reszkess, télapó!                 | I Saw Mommy Kissing Santa Claus                   | Justin Carver                | Czető Ádám                   |
| 2002 |                                   | Apple Jack (rövidfilm)                            | Jack Pyne                    |                              |
| 2003 |                                   | Just for Kicks                                    | Cole Martin                  |                              |
| 2004 | A szív csalfa vágyai              | The Heart Is Deceitful Above All Things           | Jeremiah                     |                              |
| 2006 | A karácsony, ami majdnem elmaradt | Holidaze: The Christmas That Almost Didn't Happen | gyerek                       |                              |
| 2007 |                                   | A Modern Twain Story: The Prince and the Pauper   | Eddie Tudor                  |                              |
| 2008 |                                   | Kings of Appletown                                | Clayton                      |                              |
| 2010 |                                   | Kung Fu Magoo                                     | Brad Landry                  |                              |
| 2011 | Zack és Cody egy ikerkísérletben  | The Suite Life Movie                              | Cody Martin                  | Bogdán Gergő (1. szinkron)   |
| 2011 | Zack és Cody egy ikerkísérletben  | The Suite Life Movie                              | Cody Martin                  | Szalay Csongor (2. szinkron) |
| 2019 | Két lépés távolság                | Five Feet Apart                                   | Will Newman                  | Dékány Barnabás              |
| 2022 | Felszállás – Veled a Marsra       | Moonshot                                          | Walt                         |                              |
| 2024 | Lisa Frankenstein                 | Lisa Frankenstein                                 | A Teremtmény                 | Patkós Márton                |

### Televízió
| Év          | Magyar cím                  | Eredeti cím                     | Szerep                       | Megjegyzés                   |
| ----------- | --------------------------- | ------------------------------- | ---------------------------- | ---------------------------- |
| 1993 - 1998 |                             | Grace under fire                | Patrick Kelly                | főszerep                     |
| 1998        |                             | Mad TV                          | gyerek                       | vendégszerep (2 epizód)      |
| 2001        |                             | The Nightmare Room              | Buddy                        | 1 epizód                     |
| 2000 - 2002 | Jóbarátok                   | Friends                         | Ben Geller                   | visszatérő szerep (7 epizód) |
| 2001        | Azok a 70-es évek show      | That '70s Show                  | Billy                        | 1 epizód                     |
| 2005 - 2008 | Zack és Cody élete          | The Suite Life of Zack and Cody | Cody Martin                  | magyar hangja Bogdán Gergő   |
| 2006        | Király suli                 | The Emperor's New School        | Zim (hangja)                 | 1 epizód                     |
| 2006        |                             | That’s So Raven                 | Cody Martin                  | 1 epizód                     |
| 2008        | Jim szerint a világ         | According to Jim                | Cole                         | 1 epizód                     |
| 2008 - 2011 | Zack és Cody a fedélzeten   | The Suite Life on Deck          | Cody Martin                  | magyar hangja Bogdán Gergő   |
| 2009        | Varázslók a Waverly helyből | Wizards of Waverly Place        | Cody Martin                  | 1 epizód                     |
| 2009        | Hannah Montana              | Hannah Montana                  | Cody Martin                  | 1 epizód                     |
| 2010        | Benne vagyok a bandában     | I'm in the Band                 | Cody Martin                  | 1 epizód                     |
| 2012        |                             | So Random!                      | Cole                         | 1 epizód                     |
| 2017–2023   | Riverdale                   | Riverdale                       | Forsythe "Jughead" Jones III | főszerep                     |

## Fordítás
- Ez a szócikk részben vagy egészben  a   Cole Sprouse című angol Wikipédia-szócikk ezen változatának fordításán alapul.  Az eredeti cikk szerkesztőit annak laptörténete sorolja fel. Ez a jelzés csupán a megfogalmazás eredetét és a szerzői jogokat jelzi, nem szolgál a cikkben szereplő információk forrásmegjelöléseként.